# Kaptan
Kaptan – organiczny związek chemiczny, pochodna ftalimidu. Wykorzystywany do ochrony roślin przed grzybami (fungicyd).